# ルドルフ・ヘーンル
ルドルフ・ヘーンル（1946年4月21日 - ）は、チェコ共和国西部カルロヴィ・ヴァリ州ペルニンク村出身の元スキージャンプ選手。1960年代後半から1970年代にチェコスロバキア代表として活躍した。

## プロフィール
1965-1966シーズンのジャンプ週間で国際大会にデビューし、第3戦で12位となった。
1968年のグルノーブルオリンピック代表に選出され90m級12位と実績を残した。
1968-1969シーズンのジャンプ週間で総合7位、翌シーズンは総合6位、1970年ノルディックスキー世界選手権70m級4位。
さらに1970-1971シーズンのジャンプ週間はインスブルックで3位に入り自己最高の総合5位となった。
1972年の札幌オリンピックでは70m級29位で90m級には出番がなかった。
1972-1973シーズンのジャンプ週間ビショフスホーフェンで優勝、スキーフライング世界選手権（西ドイツ、オーベルストドルフ）で5位に入った。
27歳とベテランの域に達した1974年ノルディックスキー世界選手権では90m級で銅メダルを獲得した。
3度目のオリンピックとなったインスブルックオリンピックで70m級16位、90m級34位。
1978年に現役引退し、のちにはチェコスロバキア代表の監督を務めた。